# 고인산혈증
고인산혈증(高-血症, hyperphosphatemia)은 혈중 인산염 수준이 비정상적으로 상승하는 전해질 이상이다. 고인혈증이라고도 한다. 종종 조직내 칼슘과 함께 인산이 쌓이면서 칼슘 수준이 저하(저칼슘혈증)되기도 한다. 인산염의 평균 수준은 0.81 mmol/L에서 1.45 mmol/L 사이여야 한다.

## 증상
증상에는 이소성칼슘화, 2차 부갑상선 기능 항진증, 신장성골형성장애를 포함한다. 고인산혈증과 같이 인산 대사이상 문제는 새로운 CKD-MBD(만성신장질환-미네랄뼈질환, chronic kidney disease-mineral and bone disorder)의 정의에 포함되어 있다.

## 병인
| 신장부 인산염 분비 이상       | - 신부전 - 부갑상선 기능 저하증 - 발달성 - 자가면역성 - 목 수술 이후 - 칼슘 감지 수용체의 돌연변이 발생 - 부갑상선 억제 - 부갑상선 비의존성 고칼슘혈증 - 비타민 D 또는 비타민 A 중독 - 유육종증 - 부동화(Immobilization) - 밀크알칼리 증후근 - 극심한 고마그네슘혈증 또는 저마그네슘혈증 - 거짓부갑상샘저하증 - 말단비대증 - 종양성석회화증(Tumoral calcinosis) - 헤파린 치료 |
| 세포외액 인산염의 막대한 유출 | - 외인성 인산염의 조속한 투여 (정맥 주사, 구강, 직장) - 광범위한 세포 손상 또는 괴사 - 압궤손상 - 횡문근융해 - 열중증 - 간염 - 세포독 치료 - 극심한 용혈성 빈혈 - 세포횡단 인산염 이동(Transcellular phosphate shifts) - 대사성산성증 - 호흡성 산증 |

## 치료
높은 수준의 인산염은 인접착제 및 식사 중 인산염의 제한을 통해 회피할 수 있다.

## 같이 보기
- 저인산혈증